# Krekengebied Ouwerkerk
Het Krekengebied Ouwerkerk is een natuurgebied in de nabijheid van het Zeeuwse dorp Ouwerkerk op het eiland Schouwen-Duiveland.
De grootte van de dijkdoorbraak tijdens de watersnoodramp van 1953 en de tijd die het kostte om het ontstane gat te dichten, in combinatie met het getijdeverschil, zorgde voor een wijdvertakt binnendijks krekenstelsel. De lange inundatie had tot gevolg dat de grond ongeschikt werd voor landbouw. Het gebied is sinds 1956 in beheer door Staatsbosbeheer.

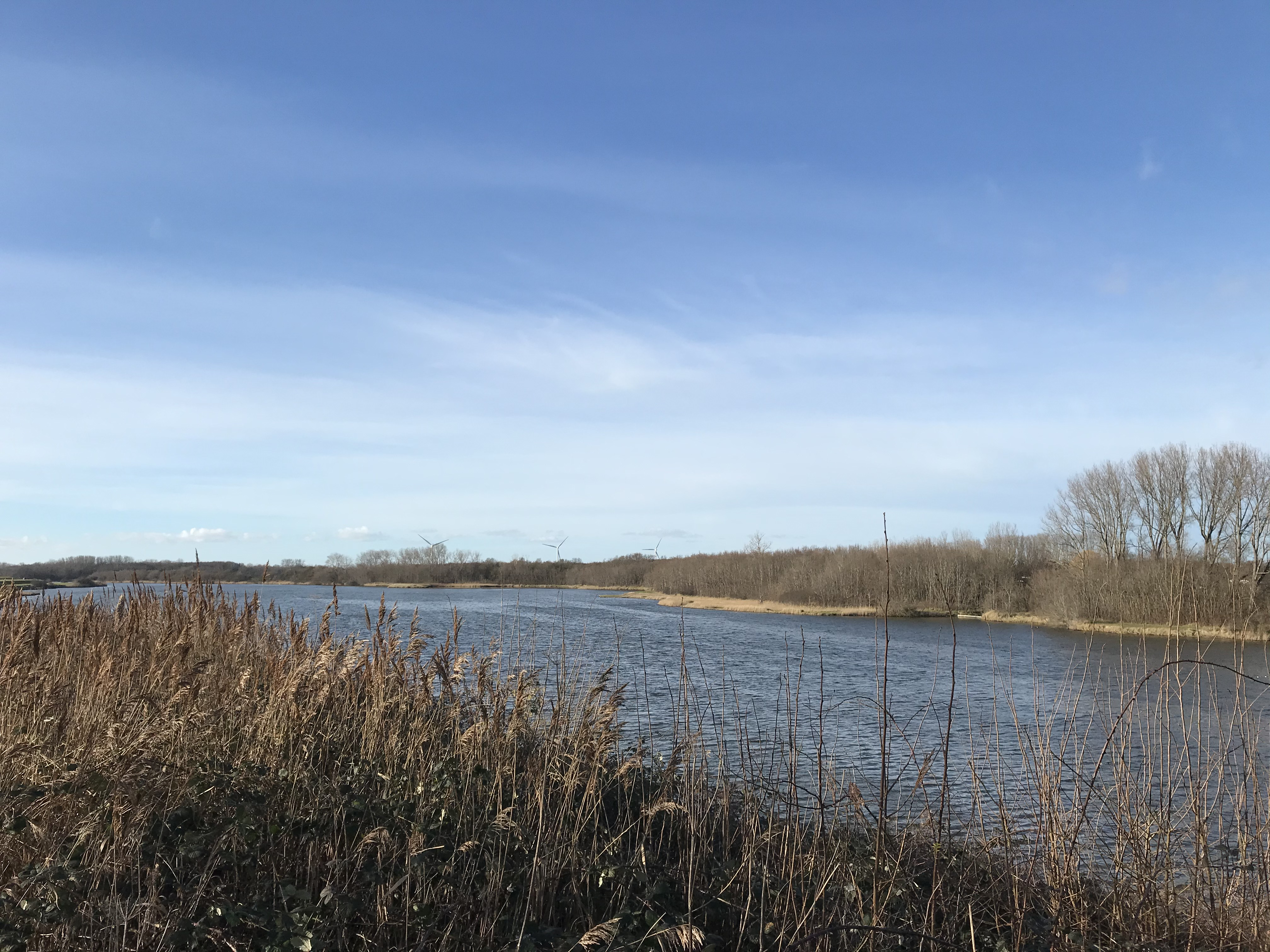
Krekengebied Ouwerkerk op Schouwen-Duiveland.

In het 140 hectare tellende natuurgebied groeien eiken, populieren, essen, iepen en beuken. In het gebied broeden tientallen zangvogels zoals het winterkoninkje de fitis en de tjiftjaf. Daarnaast komen er kramsvogels, knalblauwe ijsvogels, zwanen, spechten en futen voor in het gebied.
In de kreken zelf mag men zwemmen en kanoën. Met een vergunning mag er ook in de kreken worden gevist op paling en forel.
Door het krekengebied in Ouwerkerk zijn wandelroutes aangelegd door Staatsbosbeheer.